# Regierungsbezirk Freiburg
Regierungsbezirk Freiburg er et af fire  Regierungsbezirke  i den tyske delstat Baden-Württemberg. 

## Geografi
Regierungsbezirk Freiburg ligger i den sydvestlige del af  Baden-Württemberg og hed indtil 31. december 1972 Regierungsbezirk Südbaden. Mod syd grænser den til Schweiz, mod vest til Elsass i Frankrig, mod nord til Regierungsbezirk Karlsruhe og mod øst til Regierungsbezirk Tübingen. Den nuværende udstrækning blev fastlagt ved forvaltnings- og områdereformen i 1973.

## Inddeling
Regierungsbezirk Freiburg er inddelt i: 
- Tre Regioner
- Ni Landkreise og  Stadtkreis Freiburg
- 301 byer og kommuner, herunder en  Stadtkreis og 19 Große Kreisstädte

Regionerne med deres Stadt- og Landkreise:
Region Hochrhein-Bodensee
Landkreis Konstanz (KN)
Landkreis Lörrach (LÖ)
Landkreis Waldshut (WT)
Region Südlicher Oberrhein
Stadtkreis Freiburg im Breisgau (FR)
Landkreis Breisgau-Hochschwarzwald (FR)
Landkreis Emmendingen (EM)
Ortenaukreis (OG)
Region Schwarzwald-Baar-Heuberg
Landkreis Rottweil (RW)
Schwarzwald-Baar-Kreis (VS)
Landkreis Tuttlingen (TUT)
De 19 Großen Kreisstädte (store kreisbyer):
1. Achern
2. Donaueschingen
3. Emmendingen
4. Kehl
5. Konstanz
6. Lahr/Schwarzwald
7. Lörrach
8. Oberkirch
9. Offenburg
10. Radolfzell am Bodensee
11. Rheinfelden (Baden)
12. Rottweil
13. Schramberg
14. Singen (Hohentwiel)
15. Tuttlingen
16. Villingen-Schwenningen
17. Waldkirch
18. Waldshut-Tiengen
19. Weil am Rhein

48°00′N 8°20′Ø / 48°N 8.33°Ø